# Teresa Wilms Montt
María Teresa de las Mercedes Wilms Montt (Viña del Mar, 8 de setembro de 1893 — Paris, 24 de dezembro de 1921) foi uma escritora chilena libertária do início do século XX.
Considerada precursora do anarcofeminismo, teve uma vida novelesca. Rebelde diante dos valores burgueses de sua sociedade, foi internada à força em um convento; com a ajuda de seu amigo Vicente Huidobro, fugiu para Buenos Aires, onde se dizia que o celebre poeta chileno, a pretendia. 
Tentou ser enfermeira na Europa durante a Primeira Guerra Mundial mas foi confundida e aprisionada como espiã alemã. Foi amiga dos escritores Gómez de la Serna, Gómez Carrillo, Joaquín Edwards Bello, Víctor Domingo Silva, Ramón Valle-Inclán.

## Obras
- Inquietudes sentimentales, Buenos Aires, 1917.
- Los tres cantos, Buenos Aires, 1917.
- En la quietud del mármol, Casa Ed. Blanco, Madrid, 1918.
- Anuarí, Casa Ed. Blanco, Madrid, 1919.
- Cuentos para hombres que son todavía niños, Buenos Aires, Argentina, 1919.
- Lo que no se ha dicho, antología, Editorial Nascimento, Santiago de Chile, 1922.
- Obras completas, compilada por Ruth González-Vergara, Editorial Grijalbo, Barcelona, 1994.